# Sandy Alderson
Richard Lynn Alderson, dit Sandy Alderson, né le 22 novembre 1947, est un dirigeant sportif américain. Il est depuis 2010 le directeur général des Mets de New York, club professionnel de baseball évoluant dans les ligues majeures nord-américaines. Il a précédemment été dirigeant de différents autres clubs de baseball, dont les Athletics d'Oakland et les Padres de San Diego.
En septembre 2014, Alderson accepte une prolongation de contrat de 3 ans avec les Mets.